# Радоміцько (Великопольське воєводство)
Радоміцько (пол. Radomicko) — село в Польщі, у гміні Ліпно Лещинського повіту Великопольського воєводства.
Населення — 312 осіб (2011).
У 1975-1998 роках село належало до Лешненського воєводства.

## Демографія
Демографічна структура станом на 31 березня 2011 року:
|          | Загалом | Допрацездатний вік | Працездатний вік | Постпрацездатний вік |
| -------- | ------- | ------------------ | ---------------- | -------------------- |
| Чоловіки | 149     | 39                 | 95               | 15                   |
| Жінки    | 163     | 44                 | 86               | 33                   |
| Разом    | 312     | 83                 | 181              | 48                   |